# Bożena Wierzchowska
Bożena Wierzchowska est une linguiste, poloniste, phonéticienne et enseignante universitaire polonaise née le 17 septembre 1923 à Mińsk Mazowiecki et morte le 12 septembre 1980 à Varsovie.

## Biographie

### Études
En 1939, elle passe son examen de fin d'études secondaires à Mińsk Mazowiecki.
En 1942, elle commence à étudier la philologie polonaise à l'université résistant de Varsovie. Pendant l'occupation, elle participe à la résistance.
En 1948, elle obtient une maîtrise en philologie à l'université de Varsovie.
En 1951, elle soutient sa thèse de doctorat, Mowa trzech pokoleń wsi Wiśniew w powiecie Mińsk Mazowiecki.
En 1971, elle est habilitée à l'université Maria Curie-Skłodowska sur la base de sa thèse intitulée Analiza eksperymentalno-fonetyczna polskich dźwięków nosowych (en français : « Analyse expérimentale-phonétique des sons nasaux polonais »).

### Carrière
Dans son travail scientifique, elle s'intéresse principalement à la phonétique expérimentale et à ses frontières, y compris la phonétique appliquée.
Dans les années 1947-1961, elle travaille au département de phonétique de l'université de Varsovie, puis de 1961 à 1964 au département de phonographie de l'université Adam Mickiewicz de Poznań, de 1964 à 1968 au département de langue polonaise de l'université Maria Curie-Sklodowska de Lublin, de 1968 à 1972 à l'institut national d'éducation spéciale de Varsovie et, à partir de 1972, elle dirige le département de théorie de la communication de l'institut de linguistique appliquée de l'université de Varsovie.
Elle a publié dans Poradnik Językowy, Kwartalnik Neofilologiczny, Biuletyn Fonograficzny, Phonetica, Nowe Książki, Szkoła Specjalna, Logopedia et Zeszyty Naukowe.
Elle est la première personne en Pologne à utiliser le film radiographique, en le combinant avec une analyse de la structure acoustique des sons. Elle est l'autrice de nombreux clichés radiographiques, qui restent à ce jour probablement la source de connaissances la plus fréquemment citée dans la littérature sur la position exacte des organes de la parole dans l'articulation des sons polonais.

### Mort
Elle est probablement morte des suites d'une maladie causée par l'absorption de fortes doses de radiations lors de prises de vue répétées, pour lesquelles elle s'est utilisée comme sujet de recherche. Son dévouement à la science peut être comparé à celui de Marie Skłodowska-Curie à cet égard.

## Vie privée
Son mari est Józef Wierzchowski (1923-1999), également linguiste.